# Кусиковцы
Ку́сиковцы (укр. Кусиківці) — село на Украине, находится в Винницком районе Винницкой области. Название происходит от "Кусок Иосиповцев", по легенде, поляки сожгли левобережную часть села, за то, что местные жители избили передовой польский дозор и с позором прогнали. Правобережную часть села оставили не тронутой, посчитав её другим селом. Ранее село называлось "Йосипівцi". Встречается на картах Боплана 1650г под названием "KoSukowce", а также на Польских картах (Kusikowce) и Австрийских (Kusikowcy).
Код КОАТУУ — 0522481803. Население по переписи 2001 года составляет 433 человека. Почтовый индекс — 22340. Телефонный код — 4347.
Занимает площадь 0,237 км².
В селе действует храм Рождества Пресвятой Богородицы Украинской Православной Церкви (Православной Церкви Украины).

## Адрес местного совета
22300, Винницкая область, Винницкий район, пгт Литин, ул. Соборная, 32

## История
В 1883-87 гг. по готовому проекту деревянную церковь в деревне строил архитектор Сазонов Василий Васильевич
12 июня 2020 года, в соответствии с Распоряжением Кабинета Министров Украины № 707-р «Об определении административных центров и утверждении территорий территориальных общин Винницкой области», вошло в состав Литинского поселкового общества.
19 июля 2020, в результате административно-территориальной реформы и ликвидации Литинского района, село вошло в состав Винницкого района.